# سالوس
سالوس هي قرية في مقاطعة بيرانشهر، إيران. يقدر عدد سكانها بـ 40 نسمة بحسب إحصاء 2016.